# André-Clément Decouflé
Pour les articles homonymes, voir Decouflé.
André-Clément Decouflé, sociologue, historien et prospectiviste, né à Paris le 8 octobre 1936 et mort à Paris le 26 juin 2011.

## Biographie
Diplômé de l’Institut d’études politiques de Paris, docteur en droit, docteur en sciences politiques, André-Clément Decouflé a été directeur des études puis directeur adjoint de l’Institut d’étude du développement économique et social (université de Paris) de 1958 à 1967. Après avoir travaillé pour l’UNICEF au Maroc puis au Liban de 1968 à 1971, il a créé le laboratoire de prospective appliquée en 1971 au sein de Futuribles, laboratoire devenu autonome en 1973.
Professeur associé aux universités de Grenoble 1 et de Paris-VIII, membre fondateur de la World Futures Studies Federation, membre du groupe de réflexion sur la prospective sociale de la DATAR, il a ensuite poursuivi sa carrière au ministère du Travail et de l’Emploi où il fut chargé des études historiques et prospectives avant de rejoindre le Haut Conseil à l’Intégration. Il est le père de Pierre-François et Philippe.
Les sujets auxquels il s’intéressa lui permirent d’écrire des livres dont beaucoup sont devenus des classiques des champs qu’il laboura. Depuis la sociologie des révolutions[réf. nécessaire] et la Commune de Paris jusqu’aux politiques du travail et de l’emploi, il eut constamment le souci de leur fondement historique et de leur dynamique évolutive. La prospective, qu’il contribua à largement à faire reconnaître en France par ses ouvrages,,, et ses interventions à la télévision,, fut progressivement délaissée parce qu’il estimait s’être complètement trompé sur sa vision de l’an 2000, vingt cinq ans avant l’avènement du troisième millénaire. Avec le temps, et à partir de ses travaux sur l’emploi, André Clément Decouflé s’est focalisé sur la pauvreté dans des recherches qui l'ont occupé jusqu’à la fin de ses jours.

## Publications

### Ouvrages
- L'Organisation financière et le budget d'une autorité locale anglaise : l'exemple du Comté-Bourg de Coventry; sous la dir. de M.H. Puget, 1958.
- L'Aristocratie française devant l'opinion publique à la veille de la Révolution (1789), Éditions Presses universitaires de France,1966.
- La Commune de Paris (1871) : révolution populaire et pouvoir révolutionnaire, Éditions Cujas, 1969.
- Sociologie des révolutions – Que sais je ? n°1298, Presses universitaires de France – 1968 - 2e éd. mise à jour / Paris : Presses universitaires de France , 1970 - 3e édition / Paris : Presses universitaires de France 1983. Traductions : anglais, arabe, chinois, espagnol, japonais, russe, vietnamien.
- La Prospective - Que sais-je ? n°1500 - 1972,  2e édition refondue / Paris : Presses universitaires de France , 1980- 3e édition Paris : Presses universitaires de France 1983. Traductions anglais, espagnol.
- L'An 2000 : une anti-histoire de la fin du monde, Éditions Gallimard, 1975
- La France en l'an 2000, une esquisse, Éditions Seghers, 1975 – réédition 1980  [9]
- Sociologie de la prévision : L'exemple de la prospective sociale en France, La prospective et le problème des « crises »,   Laboratoire de prospective appliquée et Comité d'organisation des recherches appliquées sur le développement économique et social, Paris, Presses universitaires de France, 1976[10]
- Traité élémentaire de prévision et de prospective [André Berquin, Gérard Calot, Bernard Cazes, Jean-Claude Chesnais, etc.] ; sous la direction de André-Clément Decouflé; préface d'Edmond Lisle, Presses universitaires de France, 1978 Traductions anglais, espagnol.
- Les Millésimes du futur : Contribution à une bibliographie des anticipations datées ; avec  Alain-Michel Villemur, Laboratoire de prospective appliquée et Temps futurs, (1978). Contribution à une bibliographie des anticipations datées, soit celles dont le titre comporte une datation (année, siècle ou millénaire) depuis l’apparition du livre jusqu’à la publication du répertoire (environ 500 titres)
- Les Politiques du travail et de l'emploi en France 1791-1981, étude bibliographique, Ministère du Travail, de l'Emploi et de la Formation professionnelle, Service des Études et de la Statistique - Ministère du Travail, de l'Emploi et de la Formation professionnelle,
- Quarante ans de politiques du travail et de l'emploi en France, 1946-1986 : éléments pour un bilan critique  Une analyse des politiques de l'emploi sur vingt ans à travers leurs formations historiques, Vigneux, 1990.
- Histoire et prospective de l’extrême pauvreté : quelques points de repère, Le Quart Monde ; partenaire de l'histoire (Dossiers et documents n°1/1988).

### Direction de publications
- Droit et politique de la nationalité en France depuis les années 60, de la Communauté française à la Communauté européenne, Direction De La Population Et Des Migrations, France, Direction Des Affaires Civiles Et Du Sceau,  Edisud, 1993.
- Prospective de l'espace habité avec André Berquin, ; dessins de Pénib, Laboratoire de prospective appliquée - la Documentation française, 1976.
- Bibliographie chronologique et thématique des travaux à caractère historique relatifs à l'évolution des politiques du travail et de l'emploi entre 1791 et 1973, Les Politiques de l'État et des collectivités territoriales, Ministère du Travail, Service des études et de la statistique, Département R.C.B. [Rationalisation des choix budgétaires] / avec la collaboration de Jennifer Bué et Silvia Pérez-Vitoria  Ministère du travail, 1982.
- Les politiques du travail et de l'emploi en France 1791-1981 étude bibliographique, Ministère du travail, de l'emploi et de la formation professionnelle, Service des études et de la statistique ; - Ministère du Travail, de l'Emploi et de la Formation professionnelle DL, 1985.
- La Politique de la nationalité dans les chiffres : Données et commentaires, Sous-direction des naturalisations France et Direction de la population et des migrations France, 1991.
- La politique de la nationalité dans les chiffres 1990, : données et commentaires, Ministère des affaires sociales et de l'intégration, Direction de la population et des migrations, [Sous-direction des naturalisations] - Ministère des affaires sociales et de l'intégration , 1991.
- La politique de la nationalité en 1991 : Données chiffrées et commentaires Sous-direction des naturalisations France, Direction de la population et des migrations France, 1992;
- La politique de la nationalité en 1992 : Données chiffrées et commentaires avec  Martine Tétaud, Sous-direction des naturalisations France, 1993;
- Les politiques d'immigration et d'intégration au Canada et en France : analyses comparées et perspectives de recherche . actes du séminaire tenu à Montréal du 20 au 22 mai 1998 avec  Coryse Ciceri, publié par le ministère de l'Emploi et de la Solidarité de la France et le Conseil de recherches en sciences humaines du Canada] / Ministère de l'Emploi et de la Solidarité, 1999.

### Publications dans des revues
- « Educational systems and job opportunities in developing countries : pleading for an unconventional research », Community development, n° 23-24, 1970
- « De quelques précautions préalables à une prospective du développement », Revue Tiers Monde, vol. 12, Numéro 47, 1971.
- « Éléments d'analyse prospective des problèmes de l'environnement », revue CIHEAM options méditerranéennes, 1971.
- « Vers une théorie des relations d’incertitude », revue Futuribles, 1972.
- « Une anthropologie culturelle de l’aménagement de l’espace », Cahiers Internationaux de Sociologie, Vol. 52, Presses universitaires de France, 1972.
- « Firmes multinationales et prospective du 'système international — Quelques éléments d'analyse », Relations industrielles / Industrial Relations, vol. 28, 1973.
- « Prospective et fin de l'histoire »,  RESEAUX  Revue interdisciplinaire de philosophie morale et politique, numéros 22-23, 1974.
- « Prévision, prospective et action »,  Encyclopédies du savoir moderne,  Les sciences de l’action, théorie et pratique, 1974.
- « The concept of needs: A survey of illusions » avec Nicole Schwartz, revue Futures, 1974.
- « Un aspect de la temporalité du sacré : L"an 2000" et la résurgence du thème de la fin du monde et recommencement des temps », Cahier internationaux du symbolisme, n° 27-28, 1975.
- « Champ et méthodes d'une prospective du droit des affaires  Quel droit des affaires pour demain ?  Essai de prospective juridique » CCIP, 1984;
- « La France et l’impératif mondial », Le Monde diplomatique, juillet 1978, http://www.monde-diplomatique.fr/1978/07/DECOUFLE/34790 .
- « Avis de recherche », Le Monde diplomatique, décembre 1978, .
- « Considérations plutôt optimistes sur la fin du Monde », Métal hurlant, Spécial Fin du  Monde, no. 38 bis (Paris : Humanoïdes    Associés, 1978.
- « Sous-prolétariat et monde du travail », revue Travail et Emploi, n° 16, 1983
- « Élément d'introduction à une histoire des politiques du travail et de l'emploi », revue Travail et Emploi, N°11, 1982.
- « Les prospectives du travail et des loisirs en France depuis le début des années 50 », revue Travail et Emploi, N°26, 1985.
- « La face cachée de l’histoire des durées du travail: temps de labeur et contrôle social de l’emploi »,  Xavier Godinot éditeur,ATD Quart Monde, collection : Des livres contre la misère, 1995.
- « Pour une sociologie de l'emploi » avec  Margaret Maruani, Revue française des affaires sociales, n° 3, 1987.
- « Histoire et prospective de l’extrême pauvreté : quelques points de repère »-, Le Quart Monde ; partenaire de l'histoire Dossiers et documents n°1, 1988.

### Avec  Nicholas Svendsen, ministère du Travail
- « Emploi, monde du travail et stratégie de lutte contre le chômage – chroniques internationales du marché du travail et des politiques de l‘emploi, 1986-1989 », Documentation française, 1990.
- « Prospective de la famille », Histoire des Mœurs – T3, Encyclopédie de La Pléiade, Éditions Gallimard, 1991.
- « La politique de la nationalité en France 1945-1991 », Revue des Affaires sociales, Paris, 1992.
- « Demographic Changes and Social Cohesion: a Review of some Recent Publications in French », Direction de la Population et des Migrations, ministère de l’Aménagement du Territoire, de la Ville et de l’Intégration, In International metropolis project, 2002.
- « L'immigration et la présence étrangère en France », Ministère de l'aménagement du territoire, de la ville et de l'intégration, 1997.
- « L'intégration : quelques idées simples », Revue Française des Affaires Sociales, 1997.
- « Les mots de l'immigration et de l'intégration » . Ce glossaire reprend les « mots de l’intégration » dont le sens n’est pas clair et fait souvent l'objet de débats. Ministère de l'emploi et de la solidarité, Direction de la population et des migrations. 1998
- « Le cérémonial de remise des ampliations de décrets de naturalisation en préfectures », D.P.M. Note n°43, mai 1999.

### Sources bibliographiques
- Pierre Drouin, « André-Clément Decouflé : la Prospective. », Le Monde,‎ 27 octobre 1972 (lire en ligne).
- Bernard Cazes, « André-Clément Decouflé, La Prospective », Annales. Économies, Sociétés, Civilisations, vol. 28, no 5,‎ 1973, p. 1209-1211 (lire en ligne).
- François Bott, « L'an 2000 ou la cuisine des prophètes », Le Monde,‎ 3 octobre 1975 (lire en ligne).
- Alexis Lecaye, « Le premier accident nucléaire », Le Monde,‎ 21 avril 1978 (lire en ligne).
- Pierre Drouin, « 2000 et des poussières... », Le Monde,‎ 21 avril 1980 (lire en ligne).
- Philippe Durance, Attitudes prospectives : éléments d'une histoire de la prospective en France après 1945, Éditions L'Harmattan, 2007, 283 p. (lire en ligne), p. 234

### Sources audiovisuelles
- « André-Clément Decouflé et la France de l'an 2000 », sur INA, 12 avril 1980.
- « 20 ans en l'an 2000 », sur INA.
- « Andre Clement Decouflee et la prospective appliquee », 10 janvier 1981.